# Derinerdam
De Derinerdam is een 249 meter hoge betonnen dubbelgekromde stuwdam, vijf kilometer ten oosten van de stad Artvin in de Çoruh in Turkije, vlak bij de grens met Georgië.
De dam werd gebouwd in de periode 1998-2012, en het werk aan de centrale werd in 2013 afgerond.
Het is een van de dunste hoge dammen in de wereld, met een voet van 60 meter breed en een top van één meter breed. Stroomopwaarts in de vallei van de Çoruhrivier zijn nog 6 dammen gepland, stroomafwaarts 2. In de dam is een waterkrachtcentrale opgenomen. Hier staan vier Francisturbines opgesteld met elk een vermogen van 167,5 MW.

## Technische gegevens
- Capaciteit waterkrachtcentrale: 670 MW
- Productie waterkrachtcentrale: 2,118 miljard kWh per jaar